# Western & Southern Open 2011
Cincinnati Open 2011 (також відомий під назвою Western and Southern Open за назвою спонсора) — чоловічий і жіночий тенісний турнір, що проходив на відкритих кортах з твердим покриттям Lindner Family Tennis Center у Мейсоні (США). Спеціально до змагань побудовано шість нових кортів. Це був 110-й за ліком Мастерс Цинциннаті серед чоловіків і 83-й - серед жінок. Належав до категорії Masters 1000 у рамках Туру ATP 2011, а також до категорії Premier у рамках Туру WTA 2011. Тривав з 15 до 21 серпня 2011 року.
Енді Маррей під час півфінального матчу проти Марді Фіша встановив рекорд найшвидшого форхенду - 199 км/год.

## Очки і призові

### Нарахування очок
| Стадія                 | Чоловіки, одиночний розряд | Чоловіки, парний розряд | Жінки, одиночний розряд | Жінки, парний розряд |
| ---------------------- | -------------------------- | ----------------------- | ----------------------- | -------------------- |
| Чемпіон                | 1000                       | 1000                    | 900                     | 900                  |
| Фіналіст               | 600                        | 600                     | 620                     | 620                  |
| півфінал               | 360                        | 360                     | 395                     | 395                  |
| чвертьфінал            | 180                        | 180                     | 225                     | 225                  |
| 1/8 фіналу             | 90                         | 90                      | 125                     | 125                  |
| 1/16 фіналу            | 45                         | 10                      | 70                      | 1                    |
| 1/32 фіналу            | 10                         | –                       | 1                       | –                    |
| кваліфаєр              | 25                         | –                       | 30                      | –                    |
| фіналіст кваліфікації  | 16                         | –                       | 12                      | –                    |
| 1-й раунд кваліфікації | -                          | –                       | 1                       | –                    |

### Призові гроші
| Стадія                       | Чоловіки, одиночний розряд | Чоловіки, парний розряд | Жінки, одиночний розряд | Жінки, парний розряд |
| ---------------------------- | -------------------------- | ----------------------- | ----------------------- | -------------------- |
| Чемпіон                      | $496,000                   | $140,000                | $360,000                | $100,000             |
| Фіналіст                     | $243,200                   | $70,000                 | $180,000                | $50,000              |
| півфінал                     | $122,400                   | $35,500                 | $90,000                 | $25,000              |
| чвертьфінал                  | $62,240                    | $18,470                 | $41,450                 | $12,500              |
| 1/8 фіналу                   | $32,320                    | $9,690                  | $20,550                 | $6,250               |
| 1/16 фіналу                  | $17,040                    | $5,090                  | $10,575                 | $3,170               |
| 1/32 фіналу                  | $9,200                     | –                       | $5,500                  | –                    |
| фінальний раунд кваліфікації | $2,120                     | –                       | $1,995                  | –                    |
| 1 раунд кваліфікації         | $1,080                     | –                       | $1,035                  | –                    |

## Учасники

### Сіяні учасники
| Країна          | Гравець            | Рейтинг[a] | Сіяний[b] |
| --------------- | ------------------ | ---------- | --------- |
| Сербія          | Новак Джокович     | 1          | 1         |
| Іспанія         | Рафаель Надаль     | 2          | 2         |
| Швейцарія       | Роджер Федерер     | 3          | 3         |
| Велика Британія | Енді Маррей        | 4          | 4         |
| Іспанія         | Давід Феррер       | 6          | 5         |
| Франція         | Гаель Монфіс       | 7          | 6         |
| США             | Марді Фіш          | 8          | 7         |
| Чехія           | Томаш Бердих       | 9          | 8         |
| Іспанія         | Ніколас Альмагро   | 10         | 9         |
| Франція         | Жиль Сімон         | 11         | 10        |
| США             | Енді Роддік        | 12         | 11        |
| Франція         | Рішар Гаске        | 13         | 12        |
| Росія           | Михайло Южний      | 14         | 13        |
| Сербія          | Віктор Троїцький   | 15         | 14        |
| Франція         | Джо-Вілфрід Тсонга | 16         | 15        |
| Швейцарія       | Станіслас Вавринка | 17         | 16        |

- Рейтинг подано станом на 8 серпня 2011.

### Інші учасники
Нижче подано учасників, що отримали вайлд-кард на вихід в основну сітку:
- Джеймс Блейк
- Григор Димитров
- Роббі Джінепрі
- Раян Гаррісон

Нижче наведено гравців, які пробились в основну сітку через стадію кваліфікації:
- Жульєн Беннето
- Алекс Богомолов мол.
- Ернестс Гульбіс
- Марсель Їльхан
- Кей Нісікорі
- Едуар Роже-Васслен
- Радек Штепанек

### Відмовились від участі
- Ллейтон Г'юїтт [6]
- Іван Любичич [6]
- Мілош Раоніч [6]
- Томмі Робредо [6]
- Робін Содерлінг (травма зап'ястка) [6]

## Учасниці

### Сіяні учасниці
| Країна    | Гравчиня               | Рейтинг | Сіяна |
| --------- | ---------------------- | ------- | ----- |
| Данія     | Каролін Возняцкі       | 1       | 1     |
| Росія     | Віра Звонарьова        | 3       | 2     |
| Білорусь  | Вікторія Азаренко      | 4       | 3     |
| Росія     | Марія Шарапова         | 5       | 4     |
| КНР       | Лі На                  | 6       | 5     |
| Чехія     | Петра Квітова          | 7       | 6     |
| Італія    | Франческа Ск'явоне     | 8       | 7     |
| Франція   | Маріон Бартолі         | 9       | 8     |
| Німеччина | Андреа Петкович        | 10      | 9     |
| Австралія | Саманта Стосур         | 11      | 10    |
| Польща    | Агнешка Радванська     | 12      | 11    |
| Росія     | Анастасія Павлюченкова | 13      | 12    |
| Сербія    | Єлена Янкович          | 14      | 13    |
| Росія     | Світлана Кузнецова     | 15      | 14    |
| Сербія    | Ана Іванович           | 16      | 15    |
| КНР       | Пен Шуай               | 17      | 16    |

- Рейтинг подано станом на 8 серпня 2011.

### Інші учасниці
Нижче подано учасниць, що отримали вайлд-кард на вихід в основну сітку
- Полона Герцог
- Крістіна Макгейл
- Марія Шарапова
- Слоун Стівенс

Нижче наведено гравчинь, які пробились в основну сітку через стадію кваліфікації:
- Елені Даніліду
- Кіміко Дате
- Петра Цетковська
- Джилл Крейбас
- Алекса Ґлетч
- Бояна Йовановські
- Петра Мартич
- Моніка Нікулеску
- Анастасія Родіонова
- Шанелль Схеперс
- Ч Шуай
- Чжен Цзє

Нижче наведено гравчинь, які потрапили в основну сітку як щасливий лузер:
- Марія Хосе Мартінес Санчес
- Софія Арвідссон
- Полін Пармантьє

### Відмовились від участі
- Домініка Цібулкова (травма живота) [6]
- Кім Клейстерс (травма живота) [6]
- Александра Дулгеру [6]
- Кая Канепі [6]
- Бетані Маттек-Сендс [6]
- Таміра Пашек [6]
- Агнешка Радванська (травма правого плеча) [6]
- Вікторія Азаренко (right травма долоні)
- Вінус Вільямс (вірусне захворювання) [7]

## Фінальна частина

### Чоловіки. Одиночний розряд
Енді Маррей —  Новак Джокович, 6–4, 3–0, ret.
- Для Маррея це був 2-й титул за сезон і 18-й - за кар'єру. Це був його 1-й титул Masters 1000 за сезон і 7-й - за кар'єру. Це була його 2-га перемога в Цинциннаті (перша була 2008 року). Для Джоковича це була друга поразка за сезон.[8]

### Одиночний розряд. Жінки
Марія Шарапова —  Єлена Янкович, 4–6, 7–6(7–3), 6–3
- Для Шарапової це був 2-й титул за сезон і 24-й — за кар'єру.

### Парний розряд. Чоловіки
Магеш Бгупаті /  Леандер Паес —  Мікаель Льодра /  Ненад Зімоньїч, 7–6(7–4), 7–6(7–2)

### Парний розряд. Жінки
Ваня Кінґ /  Ярослава Шведова —  Наталі Грандін /  Владіміра Угліржова, 6–4, 3–6, [11–9]